# Anita Steckel
Anita Steckel (Nova York, EUA, 1930-2012) fou una artista feminista estatunidenca.
Nascuda a Brooklyn, amb la seva obra carregava contra la censura, la corrupció, el sexisme i el racisme, mitjançant collages i muntatges que podien ser alhora virulents i humorístics, depriments i visionaris. A Legal Gender (Gènere legal, 1972), un joc de paraules amb el terme legal tender (moneda de curs legal), Steckel exposa els vincles entre poder polític, econòmic i gènere. La imatge es crea a partir d'un bitllet d'un dòlar que s'ha reproduït i manipulat i en el qual s'ha estampat la signatura de l'artista i la data del copyright. El fal·lus per damunt de la imatge de George Washington fa visible la seva protesta sobre el patriarcat institucionalitzat, que nega a les dones oportunitats professionals i, així, la independència econòmica.
L'any 1973, Steckel va fundar l'organització Fight Censorship Group, que lluitava per tenir representacions d'homes nus en els museus amb aquest eslògan: «Si el penis erecte no és “apropiat” per accedir als museus, tampoc hauria de considerar-se “apropiat” per introduir-se en les dones». Fins a la seva mort, l'any 2012, Steckel es va servir de la seva feina per lluitar per la igualtat entre homes i dones.